# (10103) Jungfrun
(10103) Jungfrun est un astéroïde de la ceinture principale.

## Description
(10103) Jungfrun est un astéroïde de la ceinture principale. Il fut découvert le 29 février 1992 à La Silla par le programme UESAC. Il présente une orbite caractérisée par un demi-grand axe de 2,40 UA, une excentricité de 0,11 et une inclinaison de 7,3° par rapport à l'écliptique.

## Compléments